# Rezolucija Vijeća sigurnosti UN-a 913
Rezolucija Vijeća sigurnosti UN-a 913 jednoglasno je usvojena 22. travnja 1994. godine, nakon što su potvrđene sve rezolucije o stanju u Bosni i Hercegovini, kao i Rezolucija 908 (1994.). Vijeće je raspravljalo o stanju u zaštićenoj zoni Goražde i rješavanju sukoba.
Vijeće je izrazilo zabrinutost zbog nastavka borbi oko grada Goražda, koji je bio zona pod zaštitom Ujedinjenih naroda, i njihovog utjecaja na cijelu Bosnu i Hercegovinu i pregovora. Vojska bosanskih Srba oštro je osuđena zbog svoje ofenzive protiv grada i civilnog stanovništva, uz napade na humanitarne radnike koji su predstavljali kršenje međunarodnog humanitarnog prava. Bosanski Srbi dodatno su osuđeni zbog nepoštivanja obveza i pregovaranja u dobroj vjeri. Osuđene su prepreke slobodi kretanja i napadi na Zaštitne snage Ujedinjenih naroda (UNPROFOR), a Vijeće je odlučilo da u potpunosti iskoristi svoj mandat iz rezolucija 824 (1993.), 836 (1993.), 844 (1993.) i 908 (1994.) kako bi doprinijeli trajnom prekidu vatre u regiji.
Djelujući prema Poglavlju VII Povelje Ujedinjenih naroda, zatražen je trenutni prekid vatre između snaga Vlade Bosne i Hercegovine i bosanskih Srba, dok su napadi na Goražde osuđeni. Glavni tajnik Butros Butros-Gali pozvan je da osigura da UNPROFOR može nadzirati situaciju, uključujući mjere za stavljanje teškog naoružanja pod kontrolu Ujedinjenih naroda. To je dopuštalo korištenje zračnih napada ako nije bilo poštivanja ove odredbe.
Rezolucija je pozvala na prestanak provokacija u zaštićenim područjima i zahtijevalo oslobađanje osoblja Ujedinjenih naroda koje su zatočile snage bosanskih Srba. Zatražena je sloboda kretanja UNPROFOR-a, dok će se revizija broja potrebnih trupa obaviti do 30. travnja 1994. godine. Vijeće je istaknulo potrebu za političkim rješenjem uz blisku suradnju s predstavnicima SAD-a, Rusije, Ujedinjenih naroda i Europske unije. Naposljetku, po potrebi će se poduzeti daljnje mjere.

## Vanjske poveznice
| Wikizvor | Engleski Wikizvor ima izvorni tekst na temu: United Nations Security Council Resolution 913 |

- Text of the Resolution at undocs.org